# ブーミー・ペードネーカル
ブーミー・ペードネーカル（Bhumi Pednekar、1989年7月18日 - ）は、インドのボリウッドで活動する女優。代表作には『Toilet: Ek Prem Katha』『Shubh Mangal Saavdhan』『Bala』『Pati Patni Aur Woh』がある。

## 生い立ち
1989年7月18日にムンバイで生まれる。ペードネーカルはマラーターとハリヤーンヴィ系の血を引いており、父サティーシュはマハーラーシュトラ州政府の元労働大臣、母スミトラは反煙草運動家（夫が口腔癌で死去したことがきっかけ）だった。ペードネーカルはジュフーのアーリヤ・ヴィディヤ・マンディルで教育を受け、両親は彼女が15歳の時にホイッスリング・ウッズ・インターナショナルで演技を学ぶための進学ローンを組んだが、彼女は出席率が低かったため退学処分となった。その後、ペードネーカルはヤシュ・ラージ・フィルムズに就職して助監督として働き、1年半以内に進学ローンを完済した。彼女は同社のシャノー・シャルマの下で6年間勤務した。

## キャリア

### 2015年 - 2018年

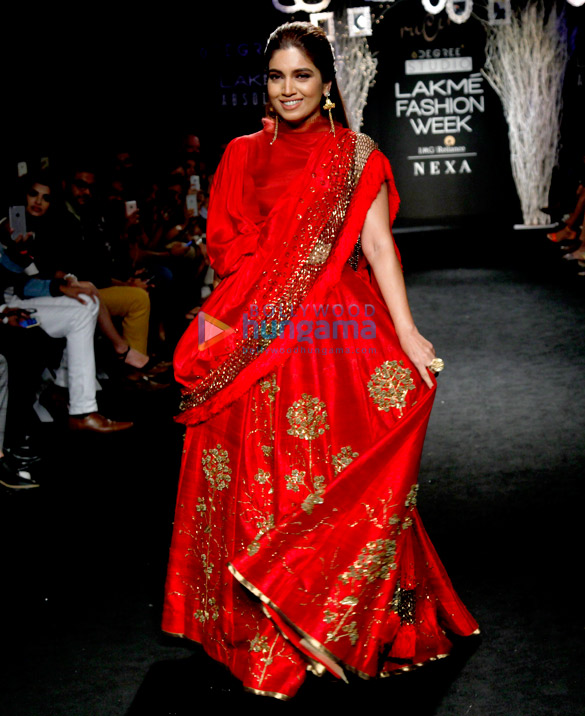
ブーミー・ペードネーカル（2017年）

2015年にシャラット・カタリヤの『ヨイショ! 君と走る日』で女優デビューし、アーユシュマーン・クラーナーと共演した。同作では肥満女性の役を演じるため、役作りとして12キログラム体重を増やした。ラジーヴ・マサンドは彼女の演技について、「ペードネーカルは自信のある演技で映画を盗んだ」と批評している。彼女は撮影終了後に減量を始め、ソーシャルメディアを通して減量方法を紹介した。公開直前には体重をほとんど元の状態に戻している。『ヨイショ! 君と走る日』はスリーパー・ヒットとなり、ペードネーカルはフィルムフェア賞 新人女優賞を受賞した。同年にはYフィルムズのミニ・ウェブシリーズ『Man's World』に出演した。同作はジェンダーの不平等を題材にした4部構成のシリーズで、YouTubeで配信された。
2017年に屋外排泄の問題を題材にした『Toilet: Ek Prem Katha』でアクシャイ・クマールと共演した。ニューデリー・テレビジョンのサイバル・チャテルジーは映画を酷評したが、ペードネーカルの演技は絶賛している。同作の興行収入は30億ルピーを超え、ボリウッド映画史上最も興行的に成功した作品の一つになった。同年9月には『Shubh Mangal Saavdhan』でアーユシュマーン・クラーナーと再び共演した。インディアン・エクスプレスのシューブラ・グプタは、恋人の愛を求め続ける純真な女性を演じたペードネーカルの演技を高く評価している。同作は興行収入7億9000万ルピーを記録するヒット作となり、ペードネーカルはフィルムフェア賞 主演女優賞にノミネートされた。2018年にNetflixの短編映画『慕情のアンソロジー』のゾーヤー・アクタル監督パートに出演した。ラジャ・センはニューデリー・テレビジョンに批評を寄稿し、ゾーヤー・アクタルの監督パートが最も素晴らしかったと批評し、同時にペードネーカルの演技を「忘れられない良さ」と絶賛している。

### 2019年以降

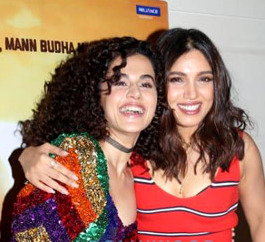
タープシー・パンヌとブーミー・ペードネーカル（2019年）

2019年3月にアビシェーク・チョーベーの『Sonchiriya』でスシャント・シン・ラージプート、マノージュ・バージペーイーと共演した。ペードネーカルは役作りのため2か月半かけてトレーニングを行い格闘技や射撃を学んだ。フィルム・コンパニオンのラーフル・デサイは映画の繊細なストーリーとペードネーカルの演技を高く評価している。同年10月には伝記映画『Saand Ki Aankh』でタープシー・パンヌと共演し、最高齢射撃手のチャンドロ・トマール役を演じた。2人は役作りのため、映画のモデルになったチャンドロ・トマールとプラカーシ・トマールと交流し、射撃の訓練を受けた。撮影中、ペードネーカルは補綴メイクによる皮膚アレルギーに悩まされた。ミント紙のウディタ・ジュンジュンワーラーは2人の演技を絶賛しており、彼女たちはスター・スクリーン・アワード 批評家選出主演女優賞とフィルムフェア賞 審査員選出女優賞を受賞した。
2019年末には『Bala』『Pati Patni Aur Woh』に出演した。『Bala』ではアーユシュマーン・クラーナーと3度目の共演を果たし、黒い肌のために偏見を受ける女性役を演じた。黒い肌の女性を色白の肌をしたペードネーカルが演じることに対して批判が起きたが、彼女は「女優はどんな役を演じることも許されるべき」と反論している。『Pati Patni Aur Woh』ではカールティク・アーリヤン、アナーニャ・パンデイと共演し、夫に不倫されている妻ヴェディカ役を演じた。アヌパマ・チョープラーは「映画をワンランク上に押し上げたのは、ブーミー・ペードネーカルの元気の良いヴェディカです。ブーミーは映画のいくつかの愚かしいシーン、特にクライマックスシーンを救う知性を持っていました」と批評している。両作はそれぞれ興行収入10億ルピーを超え、興行的な成功を収めた。

## メディア
ザ・テレグラフのプリヤンカー・ロイは、ペードネーカルの演技について「強い道徳心と不屈の精神を持つ、小さな町の出身の女性」を得意としていると論評している。2018年にフォーブス・インディアの「フォーブス30アンダー30」の一人に選ばれている 。
2019年には環境保護と地球温暖化に関する意識を高めるためのキャンペーンを始めた。また、ボリウッドにおける男女の賃金格差について改善を訴えている。2020年にはMTVインディアと共同で、リプロダクティブ・ヘルス・ライツを含む若者の健康問題についての意識向上を目的としたキャンペーンを実施している。

## フィルモグラフィー
- ヨイショ! 君と走る日（英語版）（2015年）
- Man's World（2015年）
- Toilet: Ek Prem Katha（2017年）
- Shubh Mangal Saavdhan（2017年）
- 慕情のアンソロジー（英語版）（2018年）
- Sonchiriya（2019年）
- Saand Ki Aankh（2019年）
- Bala（2019年）
- Pati Patni Aur Woh（2019年）
- Shubh Mangal Zyada Saavdhan（2020年）
- Bhoot – Part One: The Haunted Ship（2020年）
- ドリーとキティ 〜輝け人生!〜（英語版）（2020年）